# Association sportive cazouline du tambourin
Maillots
L'Association sportive cazouline du tambourin est un club français de balle au tambourin localisé à Cazouls-d'Hérault (Hérault). Le club est fondé en 1927. Ses couleurs sont le blanc et le bleu marine. Les deux équipes fanions du club évoluent parmi l'élite : Championnat de France de balle au tambourin et Championnat de France de balle au tambourin féminin. L'équipe féminine remporte en 2010 son premier titre de champion de France tandis que les hommes se qualifient également pour la prochaine Coupe d'Europe à la suite de leur première victoire en Coupe de France.

## Historique
Champion de France de Nationale 2 en 2009, l'équipe masculine termine en 2010 la poule des champions à la troisième position derrière Montarnaud et Notre-Dame-de-Londres. 
En Coupe de France masculine, Cazouls-d'Hérault s'impose 13-7 face à Cournonsec, tandis qu'en Coupe de France féminine, les Cazoulines s'inclinent en finale 13-7, toujours face à Cournonsec.
En 2010, la course au titre féminin est très serrée entre Cazouls-d'Hérault, Cournonsec et Notre-Dame-de-Londres qui terminent à égalité de points en poule des champions. Cazouls-d'Hérault est sacré pour la première fois de son histoire en raison de sa première place lors de la phase régulière.

## Palmarès

### Palmarès masculin
- Champion de France : 2011, 2012, 2013, 2014, 2015
  - Vainqueur de la Coupe de France : 2010, 2011, 2012, 2013, 2014, 2015 [4].

### Palmarès féminin
- Champion de France : 2010[2].
- Finaliste de la Coupe de France : 2010.